# Mont-Saint-Aignan
Mont-Saint-Aignan è un comune francese di 19 333 abitanti situato nel dipartimento della Senna Marittima nella regione della Normandia.

## Società

### Evoluzione demografica
Abitanti censiti

## Amministrazione

### Gemellaggi
- Barsinghausen, Germania
- Edenbridge, Regno Unito
- Osica de Sus, Romania
- Brzeg Dolny, Polonia